# Kaišiadorys (stacja kolejowa)
Kaišiadorys – stacja kolejowa w Koszedarach, w rejonie koszedarskim, w okręgu kowieńskim, na Litwie. Węzeł linii do Wilna, Kowna i Kłajpedy. Stacja obsługiwana jest przez Koleje Litewskie. W pobliżu znajduje się dworzec autobusowy.

## Historia
Stacja powstała w XIX w. będąc węzłem kolei libawsko-romeńskiej i linii Wierzbołów-Wilno. Koszedary położone były pomiędzy stacjami Proweniszki (w kierunku Wierzbołów) i Żośle (w kierunku Wilna).